# Ästuar

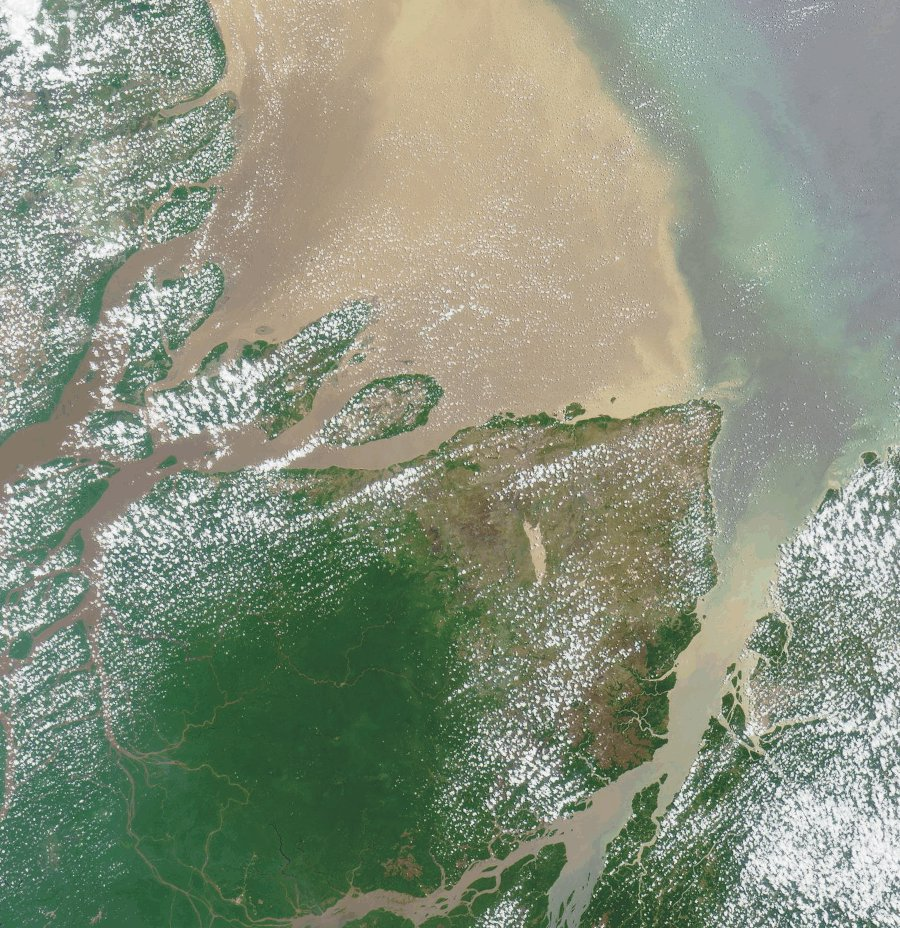
Die nördliche Amazonasmündung (Aufnahme des Terra-Satelliten der NASA)

Ein Ästuar (Plural: Ästuare oder Ästuarien; lateinisch aestuarium „der Flut ausgesetzte Flussmündung“ oder „Bucht“) ist der breite Wasserkörper an der Mündung eines Flusses oder Stroms an einer meist flachgründigen Senkungsküste.
Gemäß der Leeuwarden Declaration werden die landwärtigen Grenzen der Ästuare in der Deutschen Bucht definiert als die durchschnittliche Grenze von Brackwasser zu Süßwasser und die seewärtigen Grenzen als die durchschnittliche Lage der 10-PSU-Isohaline.
An Gezeitenküsten findet man typische trichterförmige Ästuare wie die Unterelbe. Aber auch die Mündungslagunen, die man an Senkungsküsten ohne starken Tidenhub findet, werden als Ästuare bezeichnet, beispielsweise die Unterwarnow. An Hebungsküsten und/oder bei großer Geschiebefracht herrschen dagegen Deltas vor, auch bei kräftigem Tidenhub wie am Ganges-Brahmaputra-Delta. Gezeitengeprägte Deltas können aus Ästuaren bestehen, wie das Amazonasdelta und der in der niederländischen Provinz Zeeland gelegene Teil des Rhein-Maas-Schelde-Deltas.
In der EU-Wasserrahmenrichtlinie wurde neben Fließgewässern, Stillgewässern und Küstengewässern für Ästuare die zusätzliche Kategorie Übergangsgewässer geschaffen. Die Anwendung ist noch in Entwicklung. Auch im Anhang I der FFH-Richtlinie werden Ästuare als zu schützender Lebensraumtyp gelistet.
In jüngster Zeit wird der Begriff Ästuar auch auf solche Flussmündungen angewandt, die nicht alle Definitionsbedingungen erfüllen: So haben Unter-Warnow und Unter-Trave eine minimale Tide, da sie mit der Ostsee verbunden sind, die nur einen geringen Tidenhub hat, und Innen- und Außenjade sind wegen ihres hohen Salzgehalts streng genommen nicht der Unterlauf des Flusses Jade.

## Entstehung und Kennzeichen

### Trichterförmige Ästuare

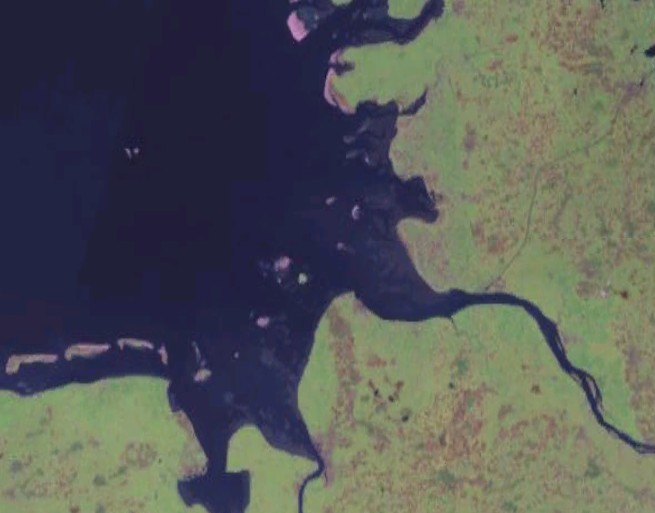
Trichterförmige Mündungen von Jade (Mitte links), Weser (unterhalb der Bildmitte), Elbe (rechts der Bildmitte) und Eider (oben) in die Deutsche Bucht (Nordsee)

Typische Ästuare werden unter dem Einfluss der Gezeitenströme gebildet, wobei die Flussmündung trichterförmig erweitert wird (Trichtermündung): In diesen tidenbeeinflussten Übergangszonen zwischen marinen und fluvialen Bereichen bewirken die Gezeiten eine Pendelbewegung von oft größerem Volumen als die seewärtige Abflussmenge des Flusswassers. Die mit der Pendelbewegung verbundenen hohen Fließgeschwindigkeiten sorgen dafür, dass die Erosion stärker ist als die Sedimentation. Das schwere Salzwasser dringt bei Flut von der See her keilförmig in den Fluss vor und wird dabei vom Süßwasser des Flusses überlagert. Dabei werden durch den starken Flutstrom das Flussbett und die Ufer erodiert, und es wird viel Material flussaufwärts transportiert.
Dieses Material kann durch den meist schwächeren Ebbestrom nicht wieder abtransportiert werden. Aus diesem Grund kann es am oberen Ende von Ästuaren zur Deltabildung kommen. Ein Rest eines derartigen Deltas ist die Aufzweigung der Elbe in Norderelbe und Süderelbe in Hamburg. Die Seeschifffahrt nutzt Ästuare seit Jahrhunderten als Naturhäfen. Hier lagen die Schiffe geschützt vor Stürmen und Piraten. Vor der Motorisierung ließ man die Fahrzeuge vom Tidenstrom zu den meist am inneren Ende des Trichters gegründeten Hafenstädten treiben, die, mitten im Land gelegen, einen großen Einzugsbereich hatten. Obwohl nicht ganz so unübersichtlich wie Deltas, erfordern auch Ästuare zumeist Lotsen.
Aufgrund der Corioliskraft wird das Meerwasser auf der Nordhalbkugel im Uhrzeigersinn und auf der Südhalbkugel gegen den Uhrzeigersinn abgelenkt. Je nach geographischen Gegebenheiten können die Flussufer dadurch jeweils unterschiedlich stark von Erosion und Sedimentation betroffen sein.
Im Amazonas kann man den Flutstrom bis ca. 870 km Entfernung von der Küste nachweisen.
|                                                                        | Eider | Elbe  | Weser | Ems   |
| ---------------------------------------------------------------------- | ----- | ----- | ----- | ----- |
| Einzugsgebiet oberhalb des Stauwehrs [10³·km²]                         | 02    | 135   | 038   | 013   |
| Mittlere Wasserabflussmenge [m³/s]                                     | 23    | 725   | 323   | 125   |
| Mittlerer Tidenhub im Stauwehrbereich [m]                              | 02    | 002,4 | 004,1 | 002,8 |
| Länge des inneren Ästuars [km] (ohne trichterförmigen Mündungsbereich) | 21    | 120   | 070   | 050   |

### Lagunenartige Ästuare

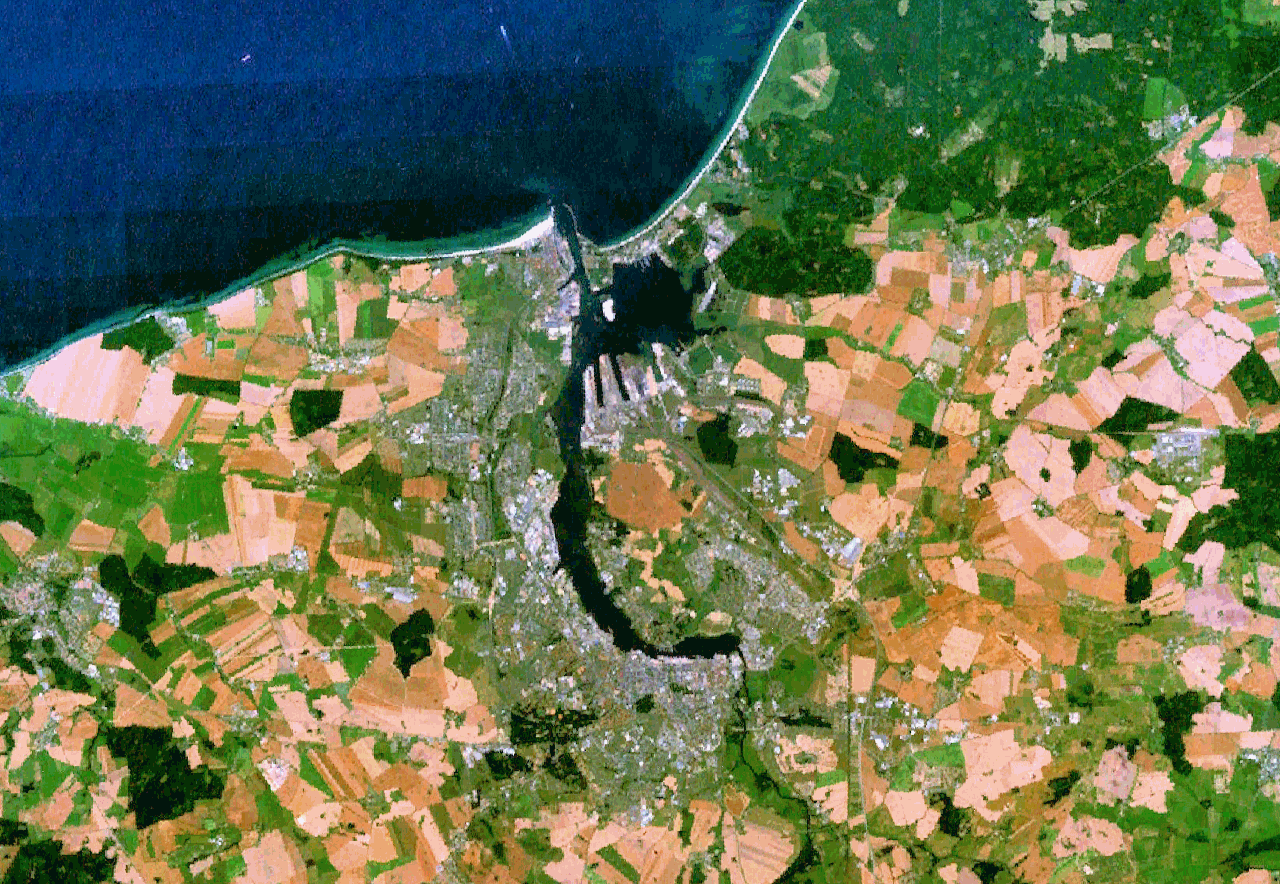
Die Unterwarnow

An Küsten ohne nennenswerten Tidenhub fehlt die Strömungsbeschleunigung durch die Gezeiten. Es fehlt also das Definitionsmerkmal „der Flut ausgesetzt“. Hier dominiert an Flussmündungen die Verlangsamung der Strömung. Dünen an der Küste bilden ein zusätzliches Strömungshindernis. An Hebungsküsten führt Sedimentation im Staubereich zu einer schnellen Verlandung und damit zur Deltabildung. An Senkungsküsten wird vor allem bei Flüssen mit geringer Geschiebefracht die Sedimentation durch den kontinuierlichen Anstieg des Meeresspiegels wettgemacht. So entstehen mikrotidale Ästuare, nicht trichter-, sondern lagunenförmig wie die Unterwarnow und an der Odermündung das Stettiner Haff. Auch eiszeitlich entstandene Buchten können zum Ästuar werden, wie die Traveförde im Mündungsbereich der Trave.

### Wasserbeschaffenheit
Ästuare sind wie Deltas gekennzeichnet durch den Übergang des Süßwassers zum Salzwasser (Brackwasser), einer Stoffverfrachtung infolge der Wasserbewegungen. Dies ist abhängig von der Fließgeschwindigkeit der abfließenden Süßwassermenge des Flusses in Relation zur Tide und der damit aufströmenden Salzwassermenge. Die Tide ist wiederum abhängig vom Mondstand (siehe Springtide, Nipptide) und den jeweiligen Wetterverhältnissen (eventuelle Sturmflut) und ergibt somit auch auf Grund der dadurch begründeten durchschnittlichen Wassertemperatur einen sehr individuellen Wechsel der Tier- und Pflanzenwelt vom Flussbereich zum Meer.

## Flüsse mit Ästuaren

### Mündungstrichter

#### Amerika
- Amazonas – seine nördliche Mündung kombiniert mit einem sich bildenden Unterwasserdelta
- Chesapeake Bay – gemeinsames Ästuar mehrerer Flüsse, darunter der Potomac und der Susquehanna
- Howe Sound – Ästuar des Squamish River
- Hudson
- Narragansett Bay – Ästuar u. a. des Blackstone River
- Río de la Plata – gemeinsames Ästuar von Río Paraná und Río Uruguay
- Sankt-Lorenz-Strom

#### Afrika

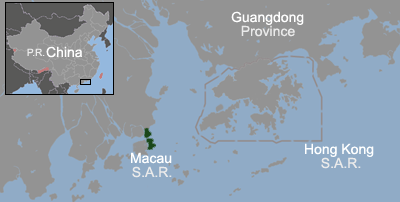
Macau und Hongkong, dazwischen das Perlfluss-Ästuar

- Gambia
- Kongo
- Senegal

#### Asien
- Jenissei
- Ob
- Perlfluss – gemeinsames Ästuar von West-, Ost- und Nordfluss

#### Australien
Der südöstliche australische Bundesstaat New South Wales weist an mehr als 1100 Kilometern Küstenlänge mehr als 170 Ästuare auf. Seit dem Jahr 2006 wird dort staatlicherseits umfassend in 1 m Wassertiefe die Wassertemperatur gemessen. Dabei zeigt sich, dass sich das Brackwasser im Zug der menschengemachten globalen Erwärmung überdurchschnittlich schnell erwärmt: in nicht ganz 12 Jahren um fast 2,2 K.

#### Europa
Deutschland
- Eider – weitere natürliche Entwicklung inzwischen eingeschränkt durch das Eidersperrwerk
- Elbe
- Ems
- Oste
- Weser

Frankreich
- Gironde – gemeinsames Ästuar von Garonne und Dordogne
- Loire
- Seine

Irland
- Shannon

Niederlande
- Schelde

Portugal
- Tejo

Vereinigtes Königreich
- Loughor
- Mersey
- Themse
- Conwy
- Humber

### Mündungslagune
- Jeja
- Kamerunästuar
- Kuban
- Oder / Stettiner Haff
- Trave
- Warnow

### Übergangsformen
- Dnepr